# Pestszentimre vasútállomás
A Pestszentimre vasútállomás egy budapesti vasútállomás, melyet a MÁV üzemeltet. Újpéteritelep városrész déli szélén helyezkedik el, közvetlenül a Nagykőrösi út (tulajdonképpen a 4601-es út XVIII. kerületi szakasza) mellett; elérhető onnan, illetve az azzal párhuzamosan húzódó Vasút utcából is.
Áthaladó vasútvonalak:
- Budapest–Lajosmizse–Kecskemét-vasútvonal (142)

## Megközelítés budapesti tömegközlekedéssel
- Busz:  54, 55, 84E, 89E, 94E, 166, 254E, 255E, 266, 294E
- Éjszakai busz:  950, 994, 994B

## Forgalom
| Járat | Útvonal | Gyakoriság                   |
| ----- | --- | ---------------------------- |
| S21   | Budapest-Nyugati – Zugló – Kőbánya alsó – Kőbánya-Kispest – Kispest – Pestszentimre felső – Pestszentimre – Gyál felső – Gyál – Felsőpakony – Ócsa – Inárcs-Kakucs – Dabas – (Gyón – Hernád – Örkény – Táborfalva – Felsőlajos – Lajosmizse – Lajosmizse alsó – Klábertelep – Felsőméntelek – Méntelek – Alsóméntelek – Nagynyír – Hetényegyháza – Úrihegy – Miklóstelep – Kecskemét-Máriaváros – Kecskemét alsó – Kecskemét) | Óránként                     |
| S21   | Ócsa → Felsőpakony → Gyál → Gyál felső → Pestszentimre → Pestszentimre felső → Kispest → Kőbánya-Kispest | Munkanapokon 2 Budapest felé |